# Wotschofska
Die Wotschofska, niedersorbisch Wótšowska, ist eine Insel (Kaupe) im Spreewald. Auf ihr befindet sich eine gleichnamige Gaststätte, die zu den Ausflugszielen der Region gehört. Die Gaststätte ist ein Baudenkmal der Stadt Lübbenau.
Der Name leitet sich vom Niedersorbischen „wótšow“ ab, was schlicht „Insel“ bedeutet. Die zum Dorf Lehde gehörende Insel liegt zentral im Spreewald. Die Region ist sehr feucht und schlecht zugänglich, daher diente sie in der Vergangenheit, insbesondere in Kriegszeiten, als Zufluchtsort für die Bewohner des Spreewalds. Sie wurde im Krieg nie von feindlichen Truppen betreten.
Bis in die Mitte des 18. Jahrhunderts betrieb die Herrschaft von Lübbenau hier ein Vorwerk. 1894 genehmigte die Stadt Lübbenau zur Förderung des Tourismus auf der Insel die Errichtung eines Gasthauses. Das damals unter Zimmermeister Karl Trübstedt im Blockhausstil erbaute Restaurant wurde am 15. April 1894 eingeweiht, es besteht noch heute und gehört zu den beliebtesten Ausflugszielen im Spreewald. Im Jahr 1911 wurde ein Fußweg von Lübbenau zur bis dahin nur auf dem Wasserweg erreichbaren Wotschofska gebaut.
Die Wotschofska ist für Besucher auf dem Wasser, zu Fuß oder auf dem Fahrrad zu erreichen. Viele Gäste werden mit den typischen Spreewaldkähnen zur Insel gebracht. Die nur bis in die späten Nachmittagsstunden geöffnete Gaststätte verfügt über eine eigene Kahnanlegestelle und einen kleinen Spielplatz.
Im Sommer 2006 wurden auf der Wotschofska Dreharbeiten zum Spreewaldkrimi Das Geheimnis im Moor von Kai Wessel durchgeführt. Im Film wird das Gasthaus aus dramaturgischen Gründen als mit Pkw erreichbares Hotel dargestellt.

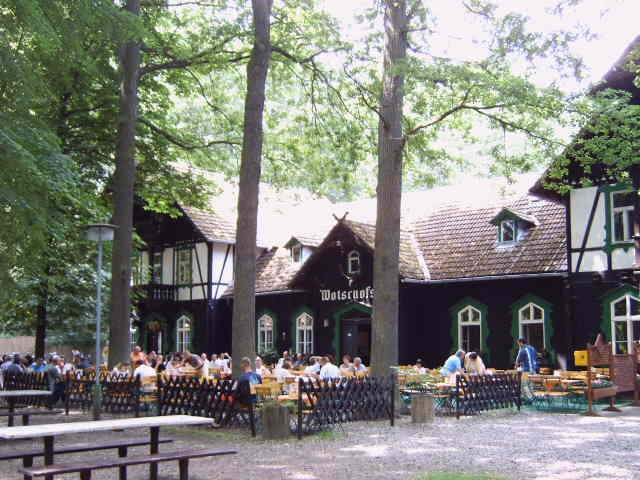
Gaststätte Wotschofska
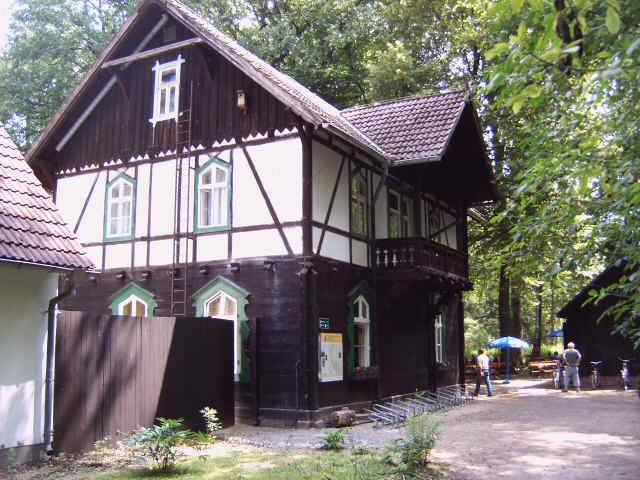
Gaststätte Wotschofska